# 城区街道 (灵武市)
城区街道，是中华人民共和国宁夏回族自治区銀川市灵武市下辖的一个乡镇级行政单位。

## 行政区划
城区街道下辖以下地区：
谢家井社区、文化路社区、人民街社区、西苑社区、振兴路社区、北郊社区、东郊社区和水木灵州社区。